# Shady Shores, Texas
Shady Shores là một thị trấn thuộc quận Denton, tiểu bang Texas, Hoa Kỳ. Năm 2010, dân số của thị trấn này là 2612 người.

## Dân số
- Dân số năm 2000: 1461 người.
- Dân số năm 2010: 2612 người.